# روشو خا
روشو خا أو روشو خان هو قاتل متسلسل من بنغلاديش معترف به. اعتقل في عام 2009، واعترف بقتل 11 عاملة ملابس في مقاطعة تشاندبور. حُكم عليه بالإعدام في عام 2015 بتهمة اغتصاب وقتل امرأة تبلغ من العمر 19 عامًا في عام 2008.